# 精神保健福祉士国家試験
精神保健福祉士国家試験（せいしんほけんふくししこっかしけん）とは、厚生労働省の外郭団体、財団法人社会福祉振興・試験センターが毎年1月下旬に実施している国家試験をいう。
精神保健福祉士は社会福祉士、介護福祉士と並ぶ福祉の国家資格（通称：三福祉士）のひとつ。業務範囲は社会福祉士と比べ、精神科領域と限定的だが、精神科の医療・保健・福祉にまたがる資格である。
精神保健福祉士は精神障害者の保健および福祉に関する専門的知識・技術をもって、精神障害の医療を受け、又は社会復帰促進施設を利用している精神障害者の相談に応じ、援助を行うことを業とする者をいう（正しくは、精神保健福祉士法2条を参照。）。2021年4月、職能団体である日本精神保健福祉士協会により、精神障害者のみならず広く国民の精神的健康に寄与するためとして、それまで使用されていた「Psychiatric Social Worker」（PSW、直訳すると「精神医学（精神科）ソーシャルワーカー」）から「Mental Health Social Worker」(MHSW) に英訳名称が変更された。

## 概要
精神福祉士国家試験は、精神保健福祉士法の規定により指定試験機関として指定された財団法人社会福祉振興・試験センターが実施する。精神保健福祉士試験に合格した者は、「精神保健福祉士となる資格を有する者」となり、厚生労働省に備える精神保健福祉士登録簿への登録を受けた者が精神保健福祉士となる。試験の難易度は社会福祉士の精神科分野限定版の資格ということもあり、出題範囲が比較して限定的であること、また養成課程が限定されていることから社会福祉士より合格率は高い。（60%前後で推移）

### 受験資格
精神保健福祉士国家試験を受験するには下記の要件を満たす必要がある。
1. 受験資格を満たし、国家試験に合格する。

### 試験
精神保健福祉士国家試験は、筆記試験が行われる。
試験は北海道、宮城県、東京都、愛知県、大阪府、広島県、福岡県で行われる。

#### 指定科目と基礎科目
精神保健福祉士試験の科目は、1.精神医学、2.精神保健学、3.精神科リハビリテーション学、4.精神保健福祉論、5.社会福祉原論、6.社会保障論、7.公的扶助論、8.地域福祉論、9.精神保健福祉援助技術、10.医学一般、11.心理学、12.社会学、13.法学の13科目とされ（精神保健福祉士法施行規則第5条厚生省令第11号）、指定科目（厚生省告示第8号）と基礎科目（厚生省告示第9号）とに大別される。
- 指定科目

1. 精神医学
2. 精神保健学
3. 精神科リハビリテーション学
4. 精神保健福祉論
5. 社会福祉原論
6. 社会保障論、公的扶助論、地域福祉論のうち1科目
7. 精神保健福祉援助技術総論
8. 精神保健福祉援助技術各論
9. 精神保健福祉援助演習
10. 精神保健福祉援助実習
11. 医学一般
12. 心理学、社会学、法学のうち1科目

- 基礎科目

1. 社会福祉原論
2. 社会保障論、公的扶助論、地域福祉論のうち1科目
3. 精神保健福祉援助技術総論
4. 医学一般
5. 心理学、社会学、法学のうち1科目

※指定科目：社会福祉原論、精神保健福祉論、精神保健福祉援助技術総論等12科目（国家試験科目に準ずる）
※基礎科目：社会福祉原論、精神保健福祉援助技術総論等5科目

#### 社会福祉士との共通科目（8科目）
1. 社会福祉原論
2. 社会保障論
3. 公的扶助論
4. 地域福祉論
5. 心理学
6. 社会学
7. 法学
8. 医学一般

#### 精神保健福祉士専門科目（5科目）
1. 精神保健福祉論
2. 精神医学
3. 精神保健学
4. 精神保健福祉援助技術総論
5. 精神保健福祉援助技術各論
6. 精神保健福祉援助演習
7. 精神保健福祉援助実習
8. 精神科リハビリテーション学

#### 科目免除制度
精神保健福祉士は社会福祉士（国家資格）を受験する際に、免除を申請することによって、科目の免除を受けることができる。
一部の科目は精神保健福祉士・社会福祉士共に共通問題であり、精神保健福祉士・社会福祉士養成校や精神保健福祉・社会福祉系大学で指定科目を履修するなど、受験要件を同時に満たすことができれば社会福祉士と同時受験が可能である。

#### 精神保健福祉士国家試験出題基準
平成14年7月5日、試験委員が試験問題を作成するために用いる基準として、法第13条の規定により財団法人社会福祉振興・試験センターが定め、第15回試験から適用されている規定を次に挙げる。
- 『精神保健福祉士試験事務規程』（平成10年6月30日規程第1号）
- 『社会福祉士・介護福祉士・精神保健福祉士国家試験出題基準・合格基準』（同規程細則第1号）[5]
- 『精神保健福祉士国家試験出題基準・合格基準』（同細則第1号別紙Ⅲ）[6][7]
- 『試験科目別出題基準』（同別紙Ⅰ別添）[8]

その後バリアフリー新法の施行及び世界保健機関（WHO）の「疾病及び関連保健問題の国際統計分類」（ICD-10）（2003年版）準拠の適用等に伴い、基準の一部改正が平成19年7月19日に施行されている。

### 合格基準
試験には一定の合格基準が設定されている。
国家試験は年1回で1月に行われ、合格率は概ね60%弱である。
試験はマークシート式で行われる。
試験に合格した者が合格者とされる。
1. 問題の総得点の60％程度を基準として、問題の難易度で補正した点数以上の得点の者。
2. 前項を満たした者のうち、以下の14科目（社会福祉士及び介護福祉士法施行規則第5条の2の規定による試験科目の免除を受けた受験者にあっては6科目）すべてにおいて得点があった者であること。

1.精神医学 2.精神保健学 3.精神科リハビリテーション学 4.精神保健福祉論 5.精神保健福祉援助技術（一問一答問題） 6.精神保健福祉援助技術（事例問題） 7.社会福祉原論 8.社会保障論 9.公的扶助論 10.地域福祉論 11.心理学 12.社会学 13.法学 14.医学一般
配点は、1問1点の163点満点である。ただし、精神保健福祉士法施行規則第6条の規定による試験科目の一部免除を受けた受験者にあっては、配点は、1問1点の80点満点である。上記2に規定される科目別得点においては、精神保健福祉援助技術については、「一問一答問題」と「事例問題」をそれぞれ別個の試験科目とみなす。

## 精神保健福祉士とは
精神保健福祉士とは精神保健福祉士の名称を用いて、精神障害者の保健及び福祉に関する専門的知識及び技術をもって、精神科病院その他の医療施設において精神障害の医療を受け、又は精神障害者の社会復帰の促進を図ることを目的とする施設を利用している者の社会復帰に関する相談に応じ、助言、指導、日常生活への適応のために必要な訓練その他の援助を行うこと（以下「相談援助」という。）を業とする者をいう（精神保健福祉士法第二条）。名称独占の国家資格である。ただし、将来的には名称独占ではなく、業務独占への変更が行われるという動きもある。

### 精神保健福祉士資格とは
精神保健福祉士資格については、精神保健福祉士法第4条で次のように規定されている。
- 精神保健福祉士試験に合格した者は、精神保健福祉士となる資格を有する。

精神保健福祉士国家試験の受験資格は、精神保健福祉士法第7条で次のように規定されている。
- 第7条　精神保健福祉士試験は、次の各号のいずれかに該当する者でなければ、受けることができない。

1. 学校教育法（昭和二十二年法律第二十六号）に基づく大学（短期大学を除く。以下この条において同じ。）において厚生労働大臣の指定する精神障害者の保健及び福祉に関する科目（以下この条において「指定科目」という。）を修めて卒業した者その他その者に準ずるものとして厚生労働省令で定める者
2. 学校教育法に基づく大学において厚生労働大臣の指定する精神障害者の保健及び福祉に関する基礎科目（以下この条において「基礎科目」という。）を修めて卒業した者その他その者に準ずるものとして厚生労働省令で定める者であって、文部科学大臣及び厚生労働大臣の指定した学校、厚生労働大臣の指定した職業能力開発促進法 （昭和四十四年法律第六十四号）第十五条の六第一項 各号に掲げる施設若しくは同法第二十七条第一項 に規定する職業能力開発総合大学校（以下「職業能力開発校等」という。）又は厚生労働大臣の指定した養成施設（以下「精神保健福祉士短期養成施設等」という。）において六月以上精神保健福祉士として必要な知識及び技能を修得したもの
3. 学校教育法に基づく大学を卒業した者その他その者に準ずるものとして厚生労働省令で定める者であって、文部科学大臣及び厚生労働大臣の指定した学校、厚生労働大臣の指定した職業能力開発校等又は厚生労働大臣の指定した養成施設（以下「精神保健福祉士一般養成施設等」という。）において一年以上精神保健福祉士として必要な知識及び技能を修得したもの
4. 学校教育法に基づく短期大学（修業年限が三年であるものに限る。）において指定科目を修めて卒業した者（夜間において授業を行う学科又は通信による教育を行う学科を卒業した者を除く。）その他その者に準ずるものとして厚生労働省令で定める者であって、厚生労働省令で定める施設（以下この条において「指定施設」という。）において一年以上相談援助の業務に従事したもの
5. 学校教育法に基づく短期大学（修業年限が三年であるものに限る。）において基礎科目を修めて卒業した者（夜間において授業を行う学科又は通信による教育を行う学科を卒業した者を除く。）その他その者に準ずるものとして厚生労働省令で定める者であって、指定施設において一年以上相談援助の業務に従事した後、精神保健福祉士短期養成施設等において六月以上精神保健福祉士として必要な知識及び技能を修得したもの
6. 学校教育法に基づく短期大学（修業年限が三年であるものに限る。）を卒業した者（夜間において授業を行う学科又は通信による教育を行う学科を卒業した者を除く。）その他その者に準ずるものとして厚生労働省令で定める者であって、指定施設において一年以上相談援助の業務に従事した後、精神保健福祉士一般養成施設等において一年以上精神保健福祉士として必要な知識及び技能を修得したもの
7. 学校教育法に基づく短期大学において指定科目を修めて卒業した者その他その者に準ずるものとして厚生労働省令で定める者であって、指定施設において二年以上相談援助の業務に従事したもの
8. 学校教育法に基づく短期大学において基礎科目を修めて卒業した者その他その者に準ずるものとして厚生労働省令で定める者であって、指定施設において二年以上相談援助の業務に従事した後、精神保健福祉士短期養成施設等において六月以上精神保健福祉士として必要な知識及び技能を修得したもの
9. 学校教育法に基づく短期大学又は高等専門学校を卒業した者その他その者に準ずるものとして厚生労働省令で定める者であって、指定施設において二年以上相談援助の業務に従事した後、精神保健福祉士一般養成施設等において一年以上精神保健福祉士として必要な知識及び技能を修得したもの
10. 指定施設において四年以上相談援助の業務に従事した後、精神保健福祉士一般養成施設等において一年以上精神保健福祉士として必要な知識及び技能を修得した者
11. 社会福祉士であって、精神保健福祉士短期養成施設等において六月以上精神保健福祉士として必要な知識及び技能を修得したもの